# Liste der Fornminnen in Ljustorp

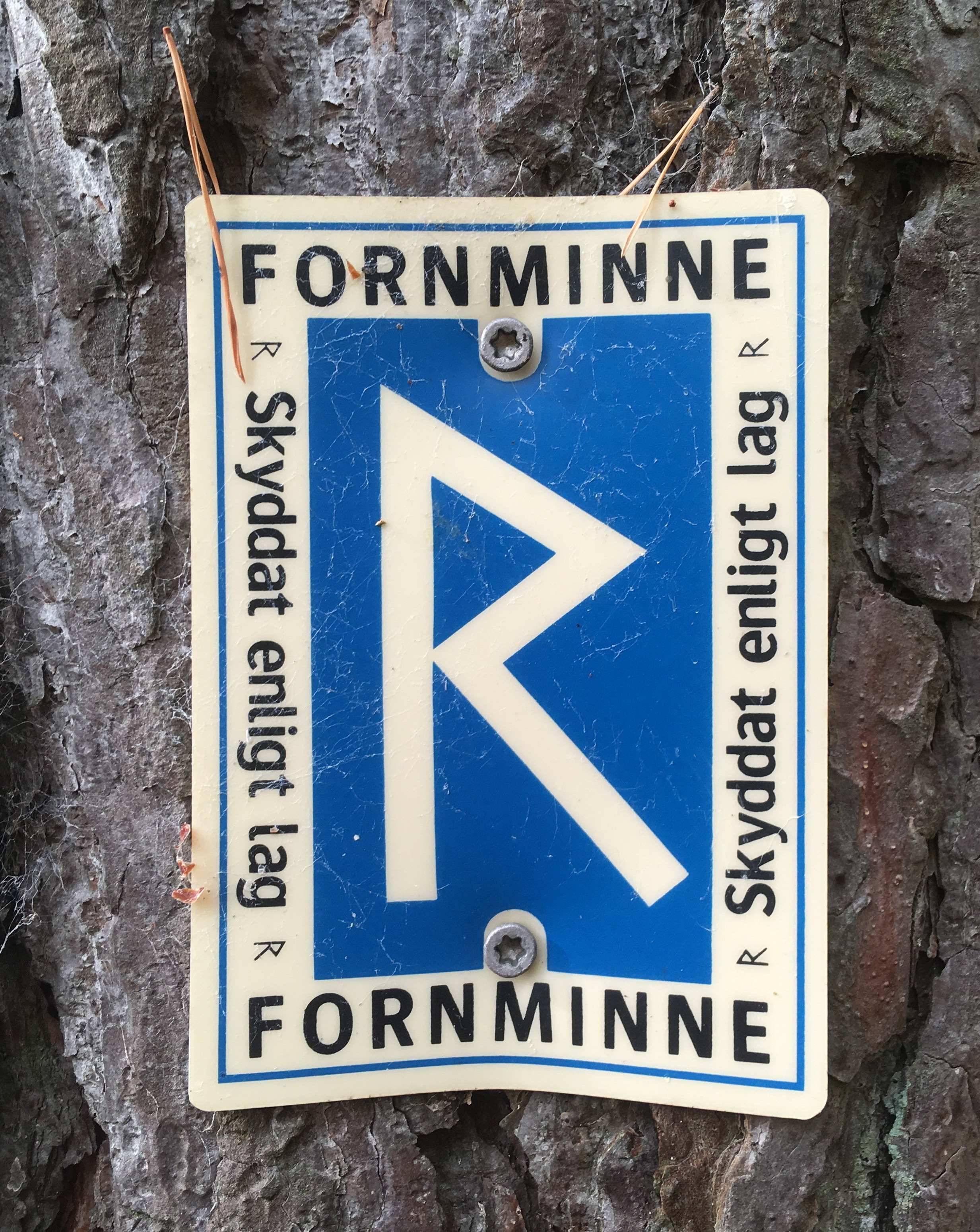
Zeichen für „Fornminnen“ in Schweden

Diese Liste der Fornminnen in Ljustorp zeigt die „Alten/antiken Denkmale“ (schwedisch fornminnen) im ehemaligen Socken Ljustorp in der heutigen Gemeinde Timrå der schwedischen Provinz Västernorrlands län, sie ist eine Teilliste der „Liste der Fornminnen in Västernorrland“. Die Aufteilung basiert auf der historischen Zuordnung der Gebiete in Socken (siehe auch) und der Einteilung des Zentralamts für Denkmalpflege Riksantikvarieämbetet (RAÄ). Es werden die Fornminnen aufgeführt, die auf dem Suchdienst „Fornsök“ registriert sind, welcher weitere Informationen zu den bekannten kulturhistorischen Überresten in Schweden enthält.

## Begriffserklärung
Fornminnen (schwedisch für alte/antike Denkmale oder archäologische Funde) sind in Schweden alte Objekte und archäologische Funde (Fornlämningar), welche die Überreste menschlicher Aktivitäten in der Vergangenheit bezeichnen, die durch frühere Nutzung entstanden sind und dauerhaft aufgegeben wurden. Dabei gilt für Fornminnen, die vor 1850 entstanden sind, dass sie automatisch durch das Gesetz geschützt sind. Aber auch jüngere Überreste können zu Bodendenkmalen erklärt werden, wenn sie sich an ihrem ursprünglichen Standort befinden und weitgehend erdgebunden sind. Als Fornminnen zählen u. a. Siedlungen und Siedlungsreste aus prähistorischer Zeit, Gräber und Grabstätten, Burgruinen, Ruinen von Klöstern, Kirchen und Schlössern, Steine und Felsen mit Inschriften und Bildern (z. B. Runensteine und Petroglyphen), insofern sie nicht schon als Einzeldenkmal unter Byggnadsminnen (schwedisch für Baudenkmale) oder kyrkliga Kulturminnen (schwedisch für kirchliches Kulturgut) ausgewiesen sind.

## Legende
| ID           | = | ID.Nr. des Denkmalregisters (Fornsök) im schwedische Amt für nationales Kulturerbe (Riksantikvarieämbetet (RAÄ)) |
| Lage         | = | Koordinatenangabe des Standorts                                                                                  |
| Bezeichnung  | = | Bezeichnung des Denkmalobjekts (auch RAÄ-Nr.)                                                                    |
| Beschreibung | = | Name (Denkmaltyp/Dokumentenverweis im Arkivsök) sowie eine kurze Beschreibung des Objekts                        |
| Bild         | = | Bild des Objekts sowie Verweis auf weitere Bilder                                                                |

## Fornminnen Ljustorp
| ID             | Lage    | Bezeichnung (RAÄ-Nr.) | Beschreibung | Bild           |
| -------------- | ------- | --------------------- | --- | -------------- |
| 10247700070001 | (Karte) | Ljustorp 7:1          | Ljustorp 7:1 (Gräberfeld / L1936:6244) Beschreibung ergänzen | Weitere Bilder |
| 10247700100001 | (Karte) | Ljustorp 10:1         | Ljustorp 10:1 (Steinhügelgrab / L1936:6860) Beschreibung ergänzen | Weitere Bilder |
| 10247700110001 | (Karte) | Ljustorp 11:1         | Ljustorp 11:1 (Grabhügel / L1936:6861) runder (etwa 12 m Durchmesser und 1 m hoch) Grabhügel auf der Kuppe eines Hügels (mit schwedisch „Frötunakullen“ bezeichnet), ca. 1,2 km südöstlich von Ljustorp; 80 m östlich davon befindet sich die Steinsetzung Ljustorp 108:1 (L1936:5909) und 150 m östlich das Gräberfeld Ljustorp 12:1 (L1936:6862) sowie ca. 100 m nordwestlich der Grabhügel Ljustorp 109:1 (L1936:5910)                                                                                    | Weitere Bilder |
| 10247700120001 | (Karte) | Ljustorp 12:1         | Ljustorp 12:1 (Gräberfeld / L1936:6862) etwa 60 × 35 m großes Gräberfeld am Ostrand eines Hügels (mit schwedisch „Frötunakullen“ bezeichnet), ca. 1,4 km südöstlich von Ljustorp; mit 5 erkennbaren Überresten, bestehend aus 4 Grabhügel (zwischen 5 und 7 m Durchmesser) und einer Steinsetzung (etwa 10 m Durchmesser); westlich davon auf dem Hügel befinden sich die Steinsetzung Ljustorp 108:1 (L1936:5909), der Grabhügel Ljustorp 11:1 (L1936:6861) sowie der Grabhügel Ljustorp 109:1 (L1936:5910) | Weitere Bilder |
| 10247700130001 | (Karte) | Ljustorp 13:1         | Ljustorp 13:1 (Grabhügel / L1936:6287) Beschreibung ergänzen | Weitere Bilder |
| 10247700140001 | (Karte) | Ljustorp 14:1         | Ljustorp 14:1 (Grabhügel / L1936:6288) Beschreibung ergänzen | Weitere Bilder |
| 10247700150001 | (Karte) | Ljustorp 15:1         | Ljustorp 15:1 (Steinhügelgrab / L1936:6289) auch als schwedisch „Lövbergskyrkan“ bezeichnet, Beschreibung ergänzen | Weitere Bilder |
| 10247700160001 | (Karte) | Ljustorp 16:1         | Ljustorp 16:1 (Gräberfeld / L1936:6959) Beschreibung ergänzen | Weitere Bilder |
| 10247700190001 | (Karte) | Ljustorp 19:1         | Ljustorp 19:1 (Steinhügelgrab / L1936:6417) auch als schwedisch „Trollkyrkan“ bezeichnet, Beschreibung ergänzen | Weitere Bilder |
| 10247700210001 | (Karte) | Ljustorp 21:1         | Ljustorp 21:1 (Grabhügel / L1936:6299) Beschreibung ergänzen | Weitere Bilder |
| 10247700230001 | (Karte) | Ljustorp 23:1         | Ljustorp 23:1 (Grabhügel / L1936:6301) Beschreibung ergänzen | Weitere Bilder |
| 10247700230002 | (Karte) | Ljustorp 23:2         | Ljustorp 23:2 (Grabhügel / L1936:6248) Beschreibung ergänzen | Weitere Bilder |
| 10247700230003 | (Karte) | Ljustorp 23:3         | Ljustorp 23:3 (Steinsetzung / L1936:6916) Beschreibung ergänzen | Weitere Bilder |
| 10247700230004 | (Karte) | Ljustorp 23:4         | Ljustorp 23:4 (Grabhügel / L1936:6937) Beschreibung ergänzen | Weitere Bilder |
| 10247700240001 | (Karte) | Ljustorp 24:1         | Ljustorp 24:1 (Grabhügel / L1936:6917) Beschreibung ergänzen | Weitere Bilder |
| 10247700240002 | (Karte) | Ljustorp 24:2         | Ljustorp 24:2 (Grabhügel / L1936:6918) Beschreibung ergänzen | Weitere Bilder |
| 10247700260001 | (Karte) | Ljustorp 26:1         | Ljustorp 26:1 (Schnitzerei / L1936:6865) Beschreibung ergänzen | Weitere Bilder |
| 10247700270001 | (Karte) | Ljustorp 27:1         | Ljustorp 27.1 (Grabhügel / L1936:6414) Beschreibung ergänzen | Weitere Bilder |
| 10247700960001 | (Karte) | Ljustorp 96:1         | Ljustorp 96:1 (Steinsetzung / L1936:5859) Beschreibung ergänzen | Weitere Bilder |
| 10247701070001 | (Karte) | Ljustorp 107:1        | Ljustorp 107:1 (Hausfundament / L1936:6676) auch als schwedisch „Finntorpet“ bezeichnet, Beschreibung ergänzen | Weitere Bilder |
| 10247701080001 | (Karte) | Ljustorp 108:1        | Ljustorp 108:1 (Steinsetzung / L1936:5909) runde (etwa 5 m Durchmesser) Steinsetzung auf der Kuppe eines Hügels (mit schwedisch „Frötunakullen“ bezeichnet), ca. 1,3 km südöstlich von Ljustorp; östlich davon befindet sich das Gräberfeld Ljustorp 12:1 (L1936:6862) und westlich der Grabhügel Ljustorp 11:1 (L1936:6861) sowie der Grabhügel Ljustorp 109:1 (L1936:5910). | Weitere Bilder |
| 10247701090001 | (Karte) | Ljustorp 109:1        | Ljustorp 109:1 (Grabhügel / L1936:5910) ca. 0,5 m hoher und etwa 5 m Durchmesser großer Grabhügel am Westrand eines Hügels (mit schwedisch „Frötunakullen“ bezeichnet), ca. 1,1 km südöstlich von Ljustorp; östlich davon auf der Kuppe des Hügels befinden sich der Grabhügel Ljustorp 11:1 (L1936:6861) sowie die Steinsetzung Ljustorp 108:1 (L1936:5909) und am Ostrand das Gräberfeld Ljustorp 12:1 (L1936:6862).                                                                                       | Weitere Bilder |
| 10247701100001 | (Karte) | Ljustorp 110:1        | Ljustorp 110:1 (Grabhügel / L1936:6539) Beschreibung ergänzen | Weitere Bilder |
| 10247701100002 | (Karte) | Ljustorp 110:2        | Ljustorp 110:2 (Grabhügel / L1936:5911) Beschreibung ergänzen | Weitere Bilder |
| 10247701100003 | (Karte) | Ljustorp 110:3        | Ljustorp 110:3 (Grabhügel / L1936:6518) Beschreibung ergänzen | Weitere Bilder |
| 10247701100004 | (Karte) | Ljustorp 110:4        | Ljustorp 110:4 (TGrabhügelyp / L1936:5850) Beschreibung ergänzen | Weitere Bilder |
| 10247701110001 | (Karte) | Ljustorp 111:1        | Ljustorp 111:1 (Grabhügel / L1936:6520) Beschreibung ergänzen | Weitere Bilder |
| 10247701110002 | (Karte) | Ljustorp 111:2        | Ljustorp 111:2 (Grabhügel / L1936:6519) Beschreibung ergänzen | Weitere Bilder |
| 10247701250001 | (Karte) | Ljustorp 125:1        | Ljustorp 125:1 (Schnitzerei / L1936:6891) Beschreibung ergänzen | Weitere Bilder |
| 10247701310001 | (Karte) | Ljustorp 131:1        | Ljustorp 131:1 (Steinsetzung / L1936:6086) Beschreibung ergänzen | Weitere Bilder |
| 10247701560001 | (Karte) | Ljustorp 156:1        | Ljustorp 156:1 (Steinhügelgrab / L1936:6400) Beschreibung ergänzen | Weitere Bilder |
| 10247701600001 | (Karte) | Ljustorp 160:1        | Ljustorp 160:1 (Grabhügel / L1936:7019) Beschreibung ergänzen | Weitere Bilder |
| 10247701790001 | (Karte) | Ljustorp 179:1        | Ljustorp 179:1 (Grabhügel / L1936:6425) Beschreibung ergänzen | Weitere Bilder |
| 10247701800001 | (Karte) | Ljustorp 180:1        | Ljustorp 180:1 (Alm / L1936:6426) auch als schwedisch „Överåsens gamla fäbodvall“ bezeichnet, Beschreibung ergänzen | Weitere Bilder |
| 10247701980001 | (Karte) | Ljustorp 198:1        | Ljustorp 198:1 (Alm / L1936:6493) auch als schwedisch „Björkomsbodarna“ bezeichnet, Beschreibung ergänzen | Weitere Bilder |
| 10247702010001 | (Karte) | Ljustorp 201:1        | Ljustorp 201:1 (Alm / L1936:6950) auch als schwedisch „Frötuna fäbodvall“ bezeichnet, Beschreibung ergänzen | Weitere Bilder |
| 10247702310001 | (Karte) | Ljustorp 231:1        | Ljustorp 231:1 (Alm / L1936:5942) auch als schwedisch „Prästfäbodarna“ bezeichnet, Beschreibung ergänzen | Weitere Bilder |
| 10247702320001 | (Karte) | Ljustorp 232:1        | Ljustorp 232:1 (Alm / L1936:5943) auch als schwedisch „Öppomsbodarna“ bezeichnet, Beschreibung ergänzen | Weitere Bilder |
| 10247702430001 | (Karte) | Ljustorp 243:1        | Ljustorp 243:1 (Alm / L1936:6622) auch als schwedisch „Mellbergs gamla fäbodar“ bezeichnet, Beschreibung ergänzen | Weitere Bilder |
| 10247703300001 | (Karte) | Ljustorp 330:1        | Ljustorp 330:1 (Steinhügelgrab / L1936:5946) Beschreibung ergänzen | Weitere Bilder |
| 10247703300002 | (Karte) | Ljustorp 330:2        | Ljustorp 330:2 (Steinsetzung / L1936:6632) Beschreibung ergänzen | Weitere Bilder |
| 10247703300003 | (Karte) | Ljustorp 330:3        | Ljustorp 330:3 (Steinsetzung / L1936:6205) Beschreibung ergänzen | Weitere Bilder |